# Devi (hinduisme)
Devi (en devanagari देवी, dēvī) és un mot sànscrit que significa deessa, utilitzat sobretot en l'àmbit de l'hinduisme. El mot designa la forma principal de cada deessa hindú, però segons la tradició xacta, devi és sinònim de Xacti, l'Ésser Suprem. Escrit en majúscula, Devi, es refereix a la deessa mare de l'hinduisme. Etimològicament prové del sànscrit i la trobem en la literatura vèdica al voltant del III mil·lenni aC. L'indòleg Monier-Williams traduí el mot per «Éssers celestials, divins, terrestres d'alta excel·lència, exaltats, brillants». Pel xactisme, les devi són l'aspecte femení de la divinitat o contrapès dels deva sense el qual l'aspecte masculí, que representa la consciència o el discerniment, resta impotent i sense efecte. En la tradició smartha, Devi és una de les cinc formes primàries de Déu. En altres tradicions hindús, com el xivaisme i el vixnuisme, les devi encarnen l'energia activa i el poder de les deïtats masculines, com ara Vixnu o Xiva. L'adoració de les deesses forma part integral de l'hinduisme. El culte a devi el trobem molt aviat en la cultura índia; està documentat en la cultura de la vall de l'Indus. Deesses com Lakshmi, Pàrvati, Durga, Saraswati, Sita, Radha i Kali són algunes de les formes que adopta Devi i que han continuat sent venerades fins als nostres dies.